# الغبي والأغبى 2
الغبي والأغبى 2 (بالإنجليزية: Dumb and Dumber To)‏ هو فيلم كوميدي تم إنتاجه في الولايات المتحدة وصدر في سنة 2014.

## القصة
بعد مرور 20 عاما على آخر مغامرات الثنائي يعود هاري ولويد بمواقف جديدة خلال رحلة بحثهم الطويلة عن ابنة هاري التي لم يكن يعلم عنها شيء طول هذه السنوات.

## الميزانية والإيرادات
بلغت تكلفة إنتاج الفيلم حوالي 35 مليون دولار.

## وصلات خارجية
- الغبي والأغبى 2 على موقع IMDb (الإنجليزية)
- الغبي والأغبى 2 على موقع ميتاكريتيك (الإنجليزية)
- الغبي والأغبى 2 على موقع روتن توميتوز (الإنجليزية)
- الغبي والأغبى 2 على موقع قاعدة بيانات الأفلام العربية
- الغبي والأغبى 2 على موقع ألو سيني (الفرنسية)
- الغبي والأغبى 2 على موقع Turner Classic Movies (الإنجليزية)
- الغبي والأغبى 2 على موقع أول موفي (الإنجليزية)
- الغبي والأغبى 2 على موقع بوكس أوفيس موجو (الإنجليزية)
- الغبي والأغبى 2 على موقع فيلمافينيتي (الإسبانية)
- الغبي والأغبى 2 على موقع قاعدة بيانات الأفلام السويدية (السويدية)